# Nationalpark Thale Ban
Der Nationalpark Thale Ban (Thai: อุทยานแห่งชาติทะเลบัน) ist ein Nationalpark in der Südregion von Thailand.

## Lage
Der Nationalpark Thale Ban liegt in den Banthat-Bergen im südlichen Teil der Provinz Satun direkt an der Grenze zu Malaysia. Der Nationalpark erstreckt sich über das Waldschutzgebiet von Ku Pang Pu To, Hua Ka Ming sowie Khuan Bo Nam Pu Yu in Tambon Pu Yu. Die Entfernung zur Hauptstadt Bangkok beträgt etwa 1000 Kilometer.

## Geschichte
Am 27. Oktober 1980 wurde Thale Ban als 20. Nationalpark Thailands eröffnet. Er besteht aus einem Gebiet der Größe von rund 196 km², welches in den Landkreisen Khuan Don und Mueang Satun liegt.
Bereits in den ersten zehn Jahren konnten 14.300 Besucher registriert werden, von denen viele aus Malaysia anreisten. Bis Ende 2007 waren es 30.815 Besucher.

## Geographie
Als 1906 der Anbau von Kautschuk in Südthailand eingeführt wurde, schien das Ende der Regenwälder eingeleitet worden zu sein. Überreste der ausgedehnten Monokulturen sind noch heute im Park zu sehen.
Die höchste Erhebung im Park ist der Chin mit einer Höhe von etwa 750 Meter.
Die durchschnittliche Regenmenge im Park beträgt 2600 Millimeter, die meisten Niederschläge fallen dabei von Mai bis Oktober. Die trockensten Monate sind Dezember bis März. Die mittlere Temperatur liegt zwischen 27 und 28 °C, wobei der April der heißeste Monat ist, November und Dezember die kühlsten.

## Fauna
Im Park sollen vielerlei Säugetiere gesehen worden sein: der Asiatische Elefant und eine Tiger-Art, der Schabrackentapir, der Malaienbär (Ursus malayanus), Arten aus den Taxa Riesengleiter, Makaken, Zibetkatzen und Stachelschweinen. Durch das schwierige, bergige Terrain lässt sich die Wahrheit dieser Schilderungen nur schwer überprüfen. Häufig zu sehen sind allerdings der Südliche Brillenlangur (Trachypithecus obscurus), der Weißhandgibbon (Hylobates lar) und der Kleinkantschil (Tragulus javanicus). Einfach zu entdecken ist der Bellende Laubfrosch (Hyla gratiosa), da sein Bellen wie das eines Hundes klingt; er ist besonders lautstark zur Laichzeit.
Thale Ban ist ein hervorragendes Gebiet zur Vogelbeobachtung. Über 210 Vogelarten wurden gesichtet, unter anderem der sehr seltene Rhinozerosvogel (Buceros rhinoceros), der Wanderfalke (Falco peregrinus) und auch die Binsenralle (Heliopais personata). Weitere Greifvogelarten des Nationalparks: Dreifarbenweih (Aviceda leuphotes), Amurbussard (Butastur indicus) und Schopfwespenbussard (Pernis ptilorhynchus).